# Context Megaco
Un context Megaco este o asociație între mai multe terminații Megaco. Există un tip special de context, contextul Null, care conține toate terminațiile care nu sunt asociate nici unei alte terminații. Spre exemplu, într-un gateway de acces descentralizat, toate liniile idle sunt reprezentate de terminații în contextul Null.
Un context descrie direcția de curgere a flow–urilor de media prin acea conexiunea care este stabilită între terminațiile existente în context. Un context descrie de asemenea caracteristicile de mixare sau ale media stream-urilor.

## Contextul Null
Toate terminațiile, în mod implicit, există într-un context special numit contextul Null. Contextul NULL conține toate conexiunile neasociate nici unei terminații. Timpul de viață al unei conexiuni efemere este limitat la timpul de viață al context-ului. De aceea, nu pot exista in cadrul contextului Null. Un context rămâne activ până când ultima terminație din context este scoasă.